# West Hagbourne
 (octobre 2023).
Pour l’article homonyme, voir East Hagbourne.
West Hagbourne est une paroisse civile et un village de l'Oxfordshire, en Angleterre.